# Distantobelus brunneus
Distantobelus brunneus är en insektsart som beskrevs av William D. Funkhouser 1934. Distantobelus brunneus ingår i släktet Distantobelus och familjen hornstritar. Inga underarter finns listade i Catalogue of Life.